# Eugène Printz
Pour les articles homonymes, voir Printz.
Eugène Printz, né le 1er juin 1879 à Paris où il est mort le 26 mars 1948, est un ébéniste et décorateur français. 

## Biographie
D'abord formé à la copie de meubles anciens dans l'atelier de son père à Paris, 12 rue Saint-Bernard, au faubourg Saint-Antoine, il s'essaie à partir des années 1920 à des créations modernes. 
À l'Exposition internationale des Arts décoratifs et industriels modernes de 1925, il présente des pièces en collaboration avec Pierre Chareau. À partir de l'année suivante, il expose dans divers salons : Salon des artistes décorateurs, Salon d'automne, Salon des Tuileries, et à l'Exposition coloniale internationale de 1931, il présente le bureau réalisé pour le Maréchal Lyautey. 
En 1932, il réalise les boiseries du salon de la fondation Rosa Abreu de Granchet à la cité internationale universitaire de Paris. À l'Exposition internationale de 1937, il participe au Pavillon des Artistes Décorateurs et au Pavillon de la Lumière.
Il a eu pour clients institutionnels, entre autres le Mobilier national et la Ville de Paris, et une clientèle étrangère au Royaume-Uni, en Belgique, en Amérique du Nord et au Mexique. 
Il travaillé entre autres pour la princesse de La Tour d'Auvergne, d'une part avec le mobilier d'une salle à manger  dont la photographie a été reproduite dans le numéro de "L'Illustration" consacré aux intérieurs modernes (no 4708 du 27 mai 1933 - arch. pers.), et dans son château de Grosbois avec l'exemplaire unique d'une "salle à habiller"  moderniste en  métal (cf. vente Royaux)[source insuffisante] ainsi que les bureaux de Jeanne Lanvin à Paris.